# Kishi Seiichi

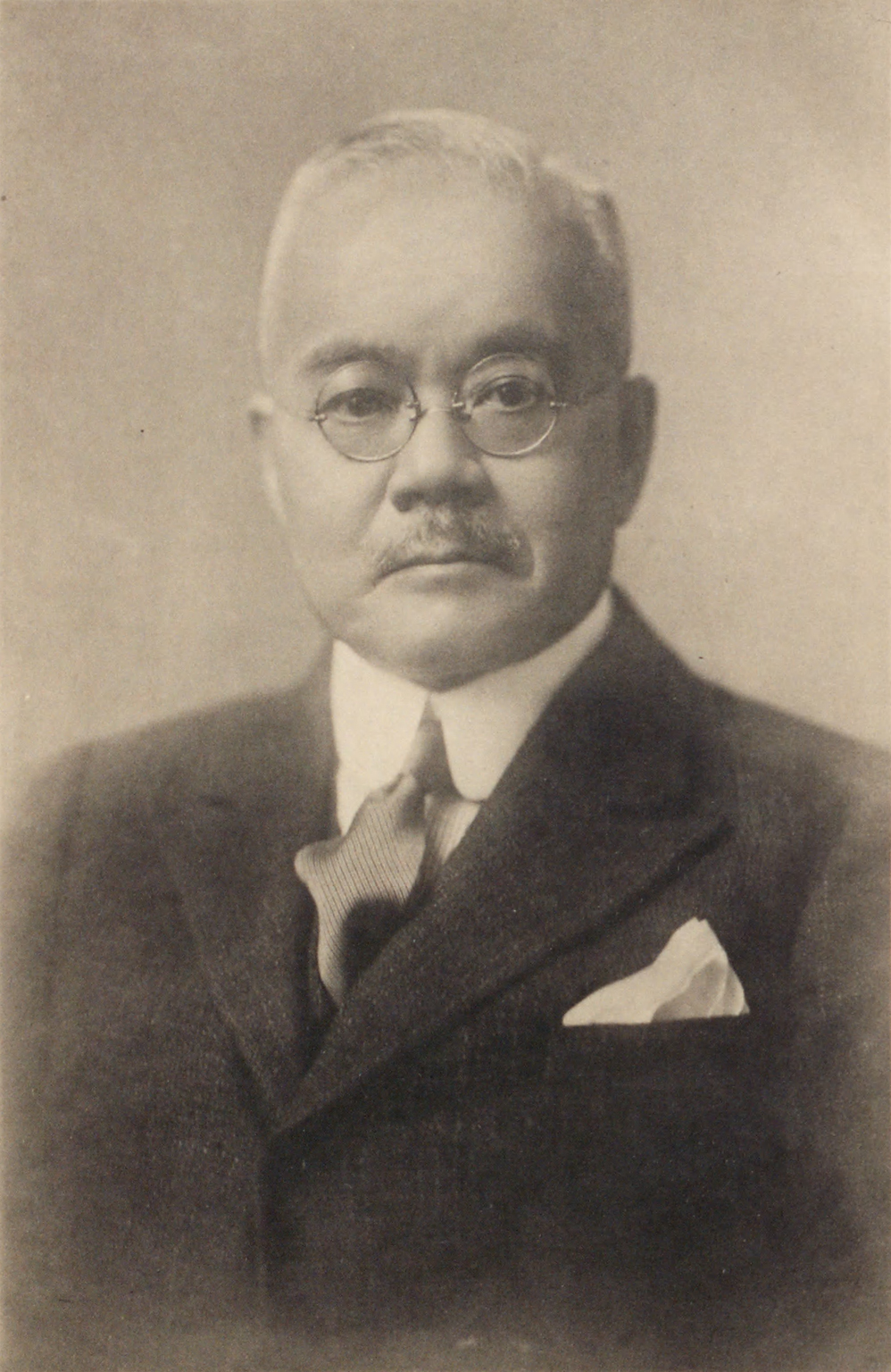
Kishi Seiichi

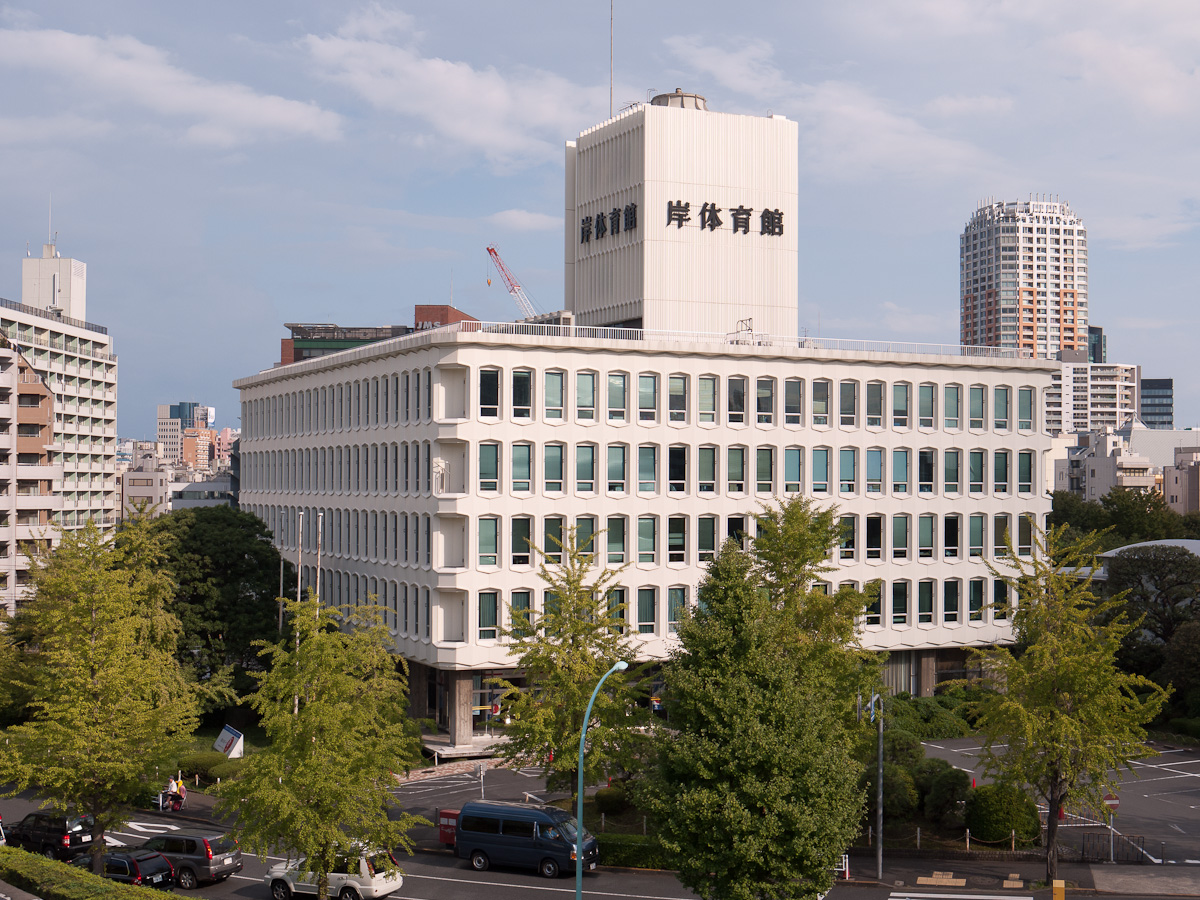
Ehemaliges „Kishi Kinen Taiiku Kaikan“

Kishi Seiichi (japanisch 岸 清一; geboren 3. August 1867 in Matsue (Präfektur Shimane); gestorben 29. Oktober 1933) war ein japanischer Rechtsanwalt, Politiker und Mitglied des Internationalen Olympischen Komitees.

## Leben und Wirken
Kishi Seiichi machte seinen Studienabschluss an der Universität Tokio im Fach Englisches Recht. Während seiner Studienzeit war er als Ruderer aktiv.  Während seiner Tätigkeit als Anwalt widmete er sich der Entwicklung des Amateursports und wurde 1921 Nachfolger des Jūdō-Pioniers Kanō Jigorō (1860–1938) als Vorsitzenden der „Gesellschaft für Leibeserziehung Großjapans“ (大日本体育協会, Dai-Nihon taiiku kyōkai) und 1924 zum IOC-Mitglied gewählt. Er leitete die japanische Delegation zu den Olympischen Spielen 1924 in Paris und 1928 in Amsterdam. Er erkrankte und starb 1933.
Nach Kishis Tod wurde 1940 das „Kishi Kinen Taiiku Kaikan“ 1940 in Ochanomizu, Tokio, basierend auf einem Teil der Spende von 1 Million Yen aus seinem Testament, errichtet. Das Gebäude war für die 12. Olympischen Spiele in Tokio vorgesehen, die aber wegen des Japanisch-Chinesischen Kriegs nicht zustande kamen. Danach wurde das Gebäude aus Alterungsgründen abgerissen und ein neues im Juli 1964 nach Jinnan, Shibuya-ku verlegt, als die 18. Olympischen Spiele in Tokio stattfanden. Am 6. und 7. April 2019 wurde die Büste von Kishi aus „Kishi Kinen Taiiku Kaikan“ vor das nun „Japan Sports Olympic Square“ genannte Gebäude verlegt, das am 30. April fertiggestellt wurde.